# Guerre Dzoungar-Qing
La guerre Dzoungar-Qing (mongol : Зүүнгар-Чин улсын дайн, chinois : 平定准噶尔 ; pinyin : píngdìng zhǔngáěr ; litt. « pacification des Dzoungars » ou 平定准部, píngdìng zhǔnbù, 1687 – 1758) est un ensemble de conflits entre d'une part les Mongols du khanat dzoungar et d'autre part les Mandchous de la dynastie Qing, qui dirigent la Chine, aidés par leurs divers vassaux mongols. Les combats se déroulèrent sur une large partie de l'Asie centrale, incluant l'actuelle Mongolie centrale et orientale, ainsi que les régions autonomes du Tibet et du Xinjiang et la province du Qinghai de la Chine actuelle. 
Les victoires des Qing débouchent sur une nouvelle inclusion de fait de la Mongolie extérieure, et du Tibet dans l'Empire chinois, ce qui durera jusqu'à la chute de la dynastie en 1912. En parallèle, les chefs tribaux du Haut-Altaï font sécession du Khanat dzoungar en 1756 pour rejoindre l'Empire russe afin de ne pas être envahis par les Qing.

## Situation avant le conflit
Après l'effondrement de la dynastie Yuan en 1368 (remplacée par la dynastie Ming), les Khans mongols qui dirigeaient alors la Chine se retirent en Mongolie. À partir de cette date, leur dynastie est connue sous le nom de dynastie Yuan du Nord. Au fil du temps, l'État mongol se désintègre en une série de Khanats, dirigés par divers descendants de Gengis Khan. En 1632, la dynastie Qing vainc Ligden Khan, le khan de la tribu des Tchakhars et dernier Khagan des Yuan du Nord, qui meurt en 1635. Cette victoire permet à la dynastie mandchoue d'annexer la Mongolie-Intérieure, mais la Mongolie-Extérieure, contrôlée par les Oïrats alors gouvernés par le clan Tchoros, continue d'échapper à leur contrôle. En 1640, les Oïrats Dzoungars gouvernés par Erdeni Batur et Zaya Pandita organisent une conférence pan-Oïrats-Mongols, à laquelle participent toutes les tribus Oirats et Mongoles, en dehors de celles qui obéissent aux Qing. Cette conférence se solde par un échec. Dans les années 1650, le Khanat dzoungar, un État oïrat centré sur la Dzoungarie et la Mongolie extérieure, devient le khanat le plus puissant de la région. Il est souvent en conflit avec les Mongols Khalkhas de la Mongolie intérieure, c'est-à-dire les tribus des anciens dirigeants de feue la dynastie Yuan du Nord. En 1670, Galdan Boshugtu Khan accède au trône du Khanat après la mort de son frère Sengge. Il lance une série de campagnes victorieuses qui lui permettent d'étendre son territoire jusqu'à l'est du Kazakhstan actuel et au nord du Kirghizistan actuel, jusqu'à la Sibérie du sud. Grâce à une habile diplomatie, Galdan maintient des relations pacifiques avec la dynastie Qing, tout en établissant des relations avec l'Empire russe. Cependant, la situation change lorsque le frère de Galdan, Dorjijab, est tué en 1687 dans une escarmouche avec des troupes fidèles au khan des Khalkhas. Galdan utilise ce décès comme prétexte pour lancer une invasion à grande échelle de la Mongolie extérieure, et détruit plusieurs tribus Khalkhas lors de la bataille d'Olgoi Nor (lac Olgoi, Оргой нуур) en 1688, ce qui provoque la fuite de vingt mille réfugiés, qui partent vers le sud en territoire Qing.
Les dirigeants Khalkhas vaincus, s'enfuient donc à Hohhot et demandent l'aide des Qing. Entre-temps, les Qing ont signé un traité de paix avec les Kazakhs vivant sur leur frontière nord, ces derniers étant auparavant des soutiens de Galdan. En 1689, l'Empire russe et la Chine signent le traité de Nertchinsk, qui fixe la frontière entre les deux pays au nord de la Mandchourie et met fin à tout risque d'alliance entre Galdan et les Russes. Dès lors, les Qing ont les mains libres pour attaquer leurs rivaux mongols, afin d'éviter la création d'un État mongol unifié dirigé par les Dzoungars hostiles. Les Qing peuvent maintenant tourner leur puissante machine de guerre contre les Oirats.
Entre 1678 et 1680, les Dzoungars ont conquis et subjugué les Ouïghours lors de leur conquête de l'Altishahr. Ils se sont lancés dans la conquête de cette région, après avoir été invités par les Ak-Taghlik, une puissante famille locale, à envahir le khanat de Yarkand, dernier avatar de l'ancien khanat de Djaghataï. Après leur victoire, les Dzoungars imposent de lourdes taxes aux Ouïghours, provoquant un ressentiment au sein de la population. Cela conduit à des soulèvements qui vont faciliter la tâche des Qing, les rebelles ouïghours de Tourfan et Kumul finissant par aider la dynastie chinoise dans sa guerre contre les Dzoungars.
Durant le conflit, les Dzoungars utilisent des Zamburak, des unités de canons portatifs montées sur des chameaux, pour combattre les troupes Qing, notamment lors de la bataille d'Oulan Boutoung. En fait, tout au long du conflit, les Qing et les Dzoungars utilisent des armes à feu, comme des fusils et des canons, les uns contre les autres.

## Première guerre Dzoungar-Qing
La première guerre Dzoungar-Qing est un conflit militaire qui se déroule pendant les années 1687 à 1697, entre le Khanat dzoungar d'une part et une alliance de la dynastie Qing et des Khalkhas du Nord, rémanence de la dynastie Yuan du Nord, d'autre part.
Les Khalkhas de Mongolie du Nord se soumettent aux Mandchous en 1691, ceux-ci y appliquent alors le régime des ligues et bannières. En 1688, ils sont attaqués par les troupes du Khanat dzougar et subissent une lourde défaite. Leurs dirigeants et vingt mille réfugiés fuient vers le sud pour rejoindre les territoires contrôlés par la dynastie Qing, qui craint le pouvoir croissant de l'État dzoungar. Motivés par la possibilité de prendre le contrôle de la Mongolie et par la menace que représenterait pour eux un État mongol fort et unifié par les Oïrats, les Qing lancent une expédition militaire dans le nord pour soumettre les Dzoungars en 1690.
Peu de temps après le début de la campagne, les éclaireurs Qing attaquent ce qui semble être un groupe de Dzoungars au nord de la Grande Muraille. Cependant, il s'agit en réalité de la principale armée Dzoungars, qui détruit facilement le détachement des Qing. Pendant ce temps une grande armée Qing dirigée par le prince Fuquan avance vers le nord et pénètre en Mongolie-intérieure, espérant piéger et écraser l'armée Dzoungars, qui est très mobile et donc très difficile à localiser. Mais Fuquan est ralenti dans sa marche par le mauvais temps et le terrain difficile. Il faut douze jours aux troupes Qing pour traverser le désert de Gobi, et les chevaux sont épuisés après un tel voyage. À court de provisions, les Qing affrontent finalement les Dzoungars à Oulan Boutoung en septembre 1690. Bien que les troupes chinoises soient 5 fois plus nombreuses que celles des Oïrats, ces derniers repoussent deux assauts des Qing, qui bénéficient pourtant d'un appui de leur artillerie, en formant un mur de chameaux, et s'échappent dans les collines. Le commandant Qing revendique la victoire, mais son incapacité à détruire complètement les forces Dzoungars entraîne son renvoi et sa retraite anticipée. De son côté, Galdan prend le contrôle de la Mongolie depuis le fleuve Selenga au nord jusqu'à Khalkhyn Gol au sud.
Il s'ensuit une pause dans le conflit. Les khans Khalkhas se déclarent vassaux Qing à Dolon Nor en 1691, une étape politiquement décisive qui met officiellement fin aux derniers vestiges de la dynastie Yuan du Nord. Dès lors, les Qing peuvent endosser le costume de khans des Gengiskhanides et intégrer les troupes Khalkhas dans l'armée Qing. L'empereur Kangxi est maintenant déterminé à exterminer Galdan. Les négociations entre les deux parties ayant été stériles, les Dzoungars se préparent à l'affrontement à venir en se lançant à la recherche d'alliés : ils font des ouvertures aux Russes et à divers princes mongols, mais en vain. De son côté, Kangxi prépare la logistique complexe nécessaire pour soutenir une expédition, qui est prévue pour 1696. Cela comprend l'achat de 1 333 charrettes, chacune transportant six cargaisons de grain.
Trois armées finissent par avancer vers le nord en 1696 :
- La première, commandée par Fiyanggu, est forte de 30 000 soldats et doit être renforcée par 10 000 autres. Son objectif est de piéger Galdan
- La seconde, commandée par Kangxi en personne, compte 32 000 soldats et canons à dos de chameau.
- La troisième, qui compte 10 000 soldats, s'arrête plus à l'est et, finalement, ne joue aucun rôle dans la campagne.

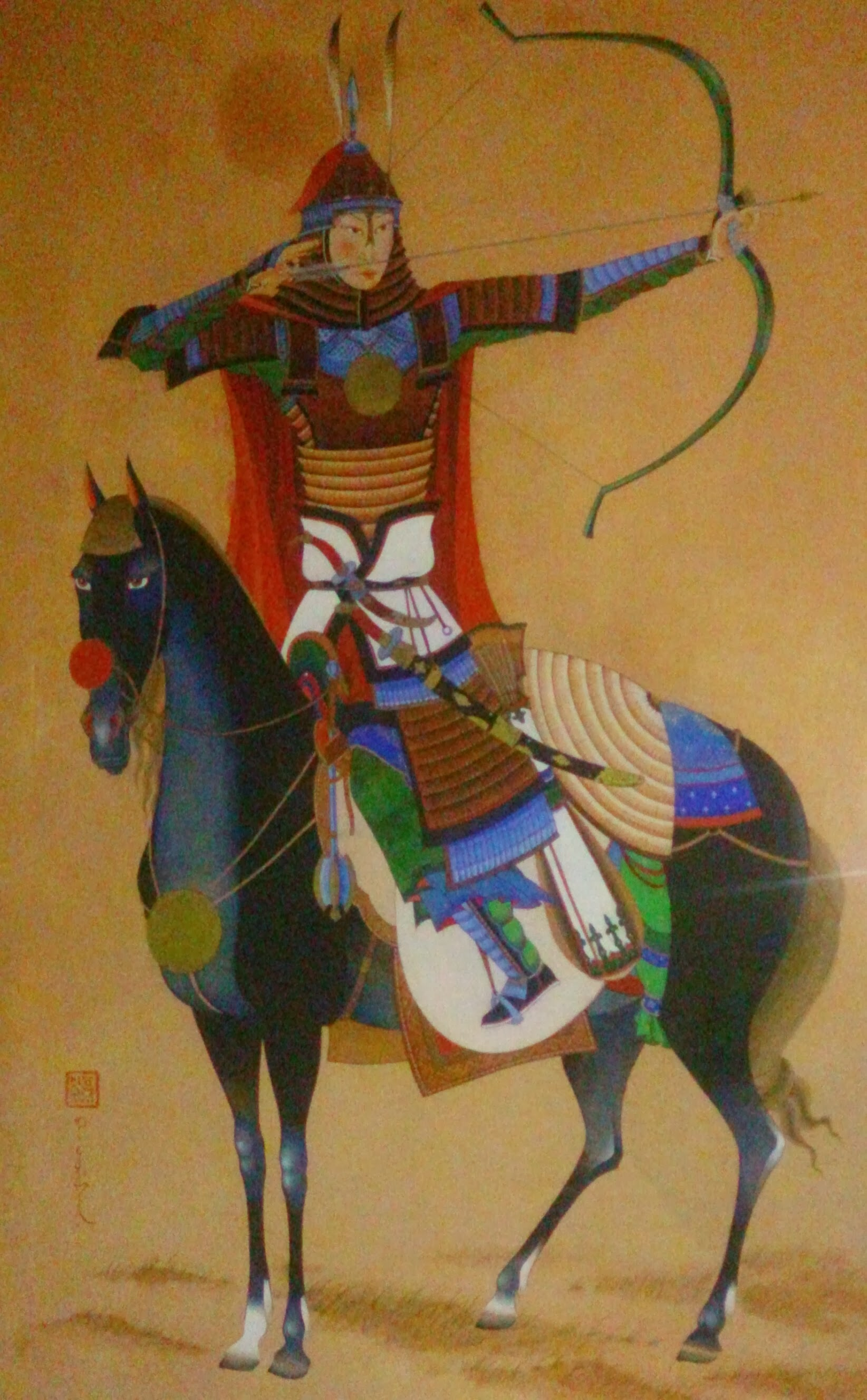
Anu khatan alors épouse de Galdan

L'armée des Dzoungars, fortement surpassée en nombre et affaiblie par la maladie, n'est pas en mesure d'offrir une résistance sérieuse. L'armée de Galdan attaque les troupes de l'armée de l'ouest lors de la bataille de Jao Modo en mai 1696, mais elle est vaincue de justesse, quoique de manière décisive. L'armée Dzoungars, dépourvue d'artillerie, a beaucoup souffert des tirs de mousquets et de canons chinois. La bataille se termine par une victoire pour l'armée Qing, qui s'empare de 20 000 moutons et 40 000 bovins, et capture, tue ou disperse tous les soldats de l'armée dzoungare, sauf 40 à 50 survivants. L'armée dzoungare est donc totalement détruite à l'issue des combats. Galdan lui-même réussit à échapper à un encerclement ennemi, en partie grâce à une contre-attaque menée par sa femme, la reine Anu. Cette dernière est tuée au cours des combats et Galdan s'enfuit vers l'ouest dans les monts de l'Altaï. Plus tard, il essaye de se rendre aux Qing, mais meurt de maladie en 1697, avec seulement quelques fidèles à ses côtés.
Après la guerre, une garnison Qing est installée dans la région d'Oulan-Bator et la Mongolie extérieure tombe sous la domination Qing. D'autre part, Tsewang Rabtan, un chef Oirats qui est un ennemi de longue date de Galdan, a fourni des renseignements aux Qing à plusieurs reprises pendant la guerre. Après la victoire des Mandchous et la mort de son rival, c'est lui qui devient le nouveau Khan des Dzoungars. Mais même si les Qing ont réussi à écarter la menace que représentaient les Dzoungars durant les années 1690, ils ne les éradiqueront pas complètement avant de les avoir à nouveau vaincus lors de guerres ultérieures, plusieurs décennies plus tard.

## Expédition des Qing au Tibet (1720)

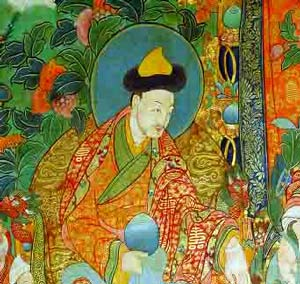
Lkhazan Khan

En 1642, Güshi Khan, le fondateur du Khanat qoshot, renverse le prince de l'Ü-Tsang et fait du 5e dalaï-lama, Lobsang Gyatso, la plus haute autorité spirituelle et politique au Tibet. C'est le début du régime connu sous le nom de Ganden Phodrang. Tsewang Rabtan envahit le Tibet en 1717, dépose Kelzang Gyatso, le prétendant au poste de dalaï-lama soutenu par Lkhazan Khan, le dernier souverain du Khanat qoshot, et tue ce dernier, ainsi que toute sa famille. En 1718, il détruit également lors de la bataille de la rivière Salween une petite troupe Qing que l'empereur Kangxi avait envoyée pour dégager les routes commerciales traditionnelles. En réponse, Kangxi envoie une expédition militaire au Tibet, avec des forces tibétaines commandée par Polhané Sönam Topgyé de l'Ü-Tsang et Kangchennas (également écrit Gangchenney), le gouverneur du Tibet occidental,. Cette armée expulse les Dzoungars du Tibet en 1720, événement qui marque le début du contrôle du Tibet par la dynastie Qing, qui dure jusqu'à la chute de ladite dynastie en 1912.

## Troisième guerre Dzoungar-Qing
En 1723, le successeur de l'empereur Kangxi, Yongzheng, envoie une armée de 230 000 hommes, dirigés par Nian Gengyao, afin d'étouffer une révolte dzoungar au Qinghai, sur le plateau Qinhai-Tibet. En raison de la géographie de la région, l'armée Qing, bien que supérieure en nombre, n'arrive pas à affronter un ennemi bien plus mobile. Finalement, ils trouvent les Dzoungars et leur infligent une défaite. Finalement, cette campagne a coûté au trésor au moins huit millions de taels d'argent.
Par la suite, Yongzheng envoie une petite armée de 10 000 hommes combattre à nouveau les Dzoungars. Cette armée est sous les ordres du général Yue Zhongqi, un descendant du général Yue Fei qui a déjà combattu les Dzoungars lors de l'expédition au Tibet de 1720,,. Ce corps expéditionnaire est anéanti près du lac Khoton en 1731 et l'empire Qing se retrouve de nouveau face au danger de perdre le contrôle de la Mongolie. En 1732, Jalangga (zh) (查郎阿), un Mandchou des Huit Banniéres, succède à Yue Zhongqi comme commandant des troupes Qing. La même année, un allié Khalkha des Qing finit par vaincre les Dzoungars près du monastère d'Erdene Zuu, en Mongolie. Les Qing font alors la paix avec le Khanat Dzoungar et fixent la frontière entre les deux empires.

## Quatrième guerre et conquête finale des Dzoungars

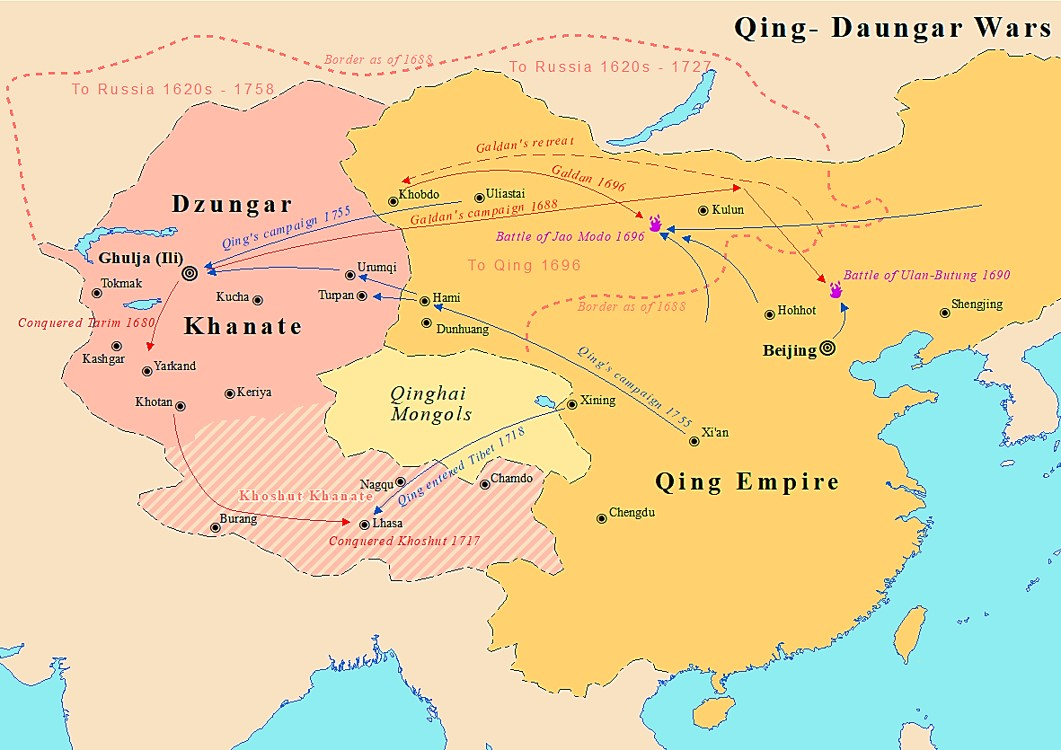
Carte des guerres entre la dynastie Qing et le Khanat Dzoungar

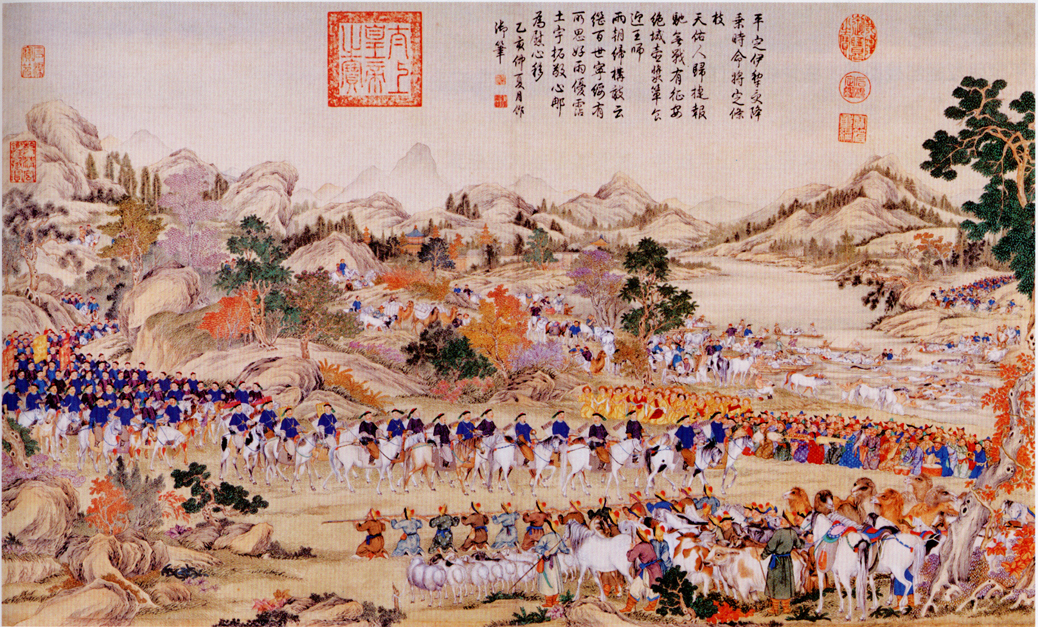
Zhaohui recevant la reddition des Dzoungars à Ily en 1755.

En 1752, Dawachi et le prince Khoid-Oirat Amoursana (ou Amursana, petit-fils de
Tsewang Rabtan) se disputent le titre de Khan des Dzoungars. Amursana subit plusieurs défaites face aux troupes de Dawachi et doit fuir avec sa petite armée pour aller se mettre sous la protection de la cour impériale Qing. Qianlong, le successeur de l'empereur Yongzheng, promet son soutien à Amursana, qui, en retour, reconnaît l'autorité des Qing. Parmi ceux qui ont soutenu Amursana et les Chinois, on trouve les frères Burhān al-Dīn (chinois : 波羅尼都) et Khwāja-i Jahān (chinois : 霍集占), qui sont deux Khojas ; c'est-à-dire des descendants d'Ahmad Kasani, un maître Soufi de l'ordre Naqshbandiyya, ayant un grand pouvoir spirituel et politique dans la région. En 1755, Qianlong envoie le général mandchou Zhaohui (chinois : 兆惠), aidé par Amursana, Burhān al-Dīn et Khwāja-i Jahān, mener une campagne contre les Dzoungars. Après plusieurs escarmouches et batailles à petite échelle le long de la rivière Ili, l'armée Qing, dirigée par Zhaohui, s'approche d'Ili (Ghulja) et contraint Dawachi à se rendre. Qianlong fait alors d'Amursana le Khan des Khoids et l'un des quatre khans égaux ; au grand dam de ce dernier qui voulait être le Khan des Dzoungars.

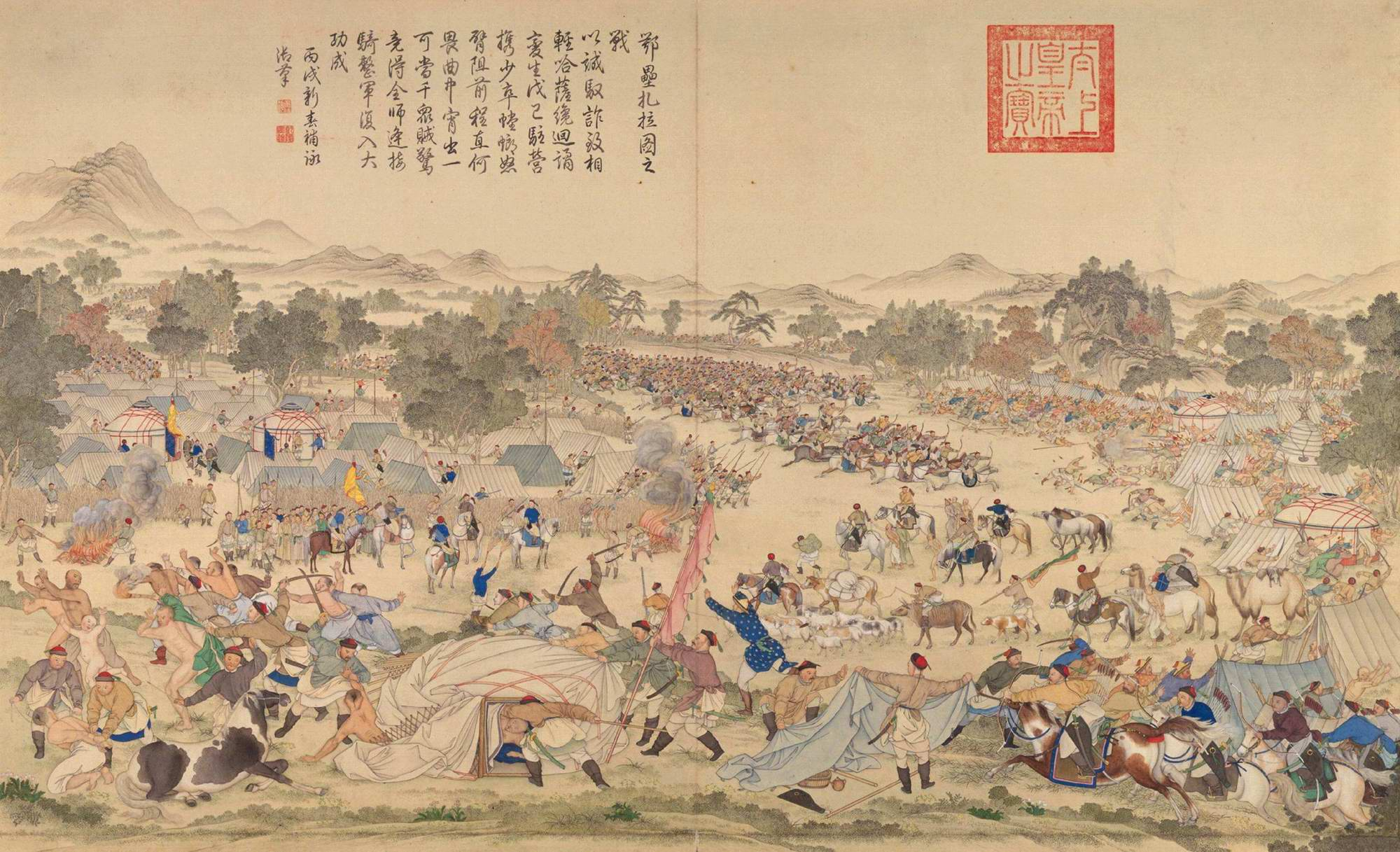
bataille d'Oroi-Jalatu

Amursana rallie alors à lui la majorité des Oirats restants pour se rebeller contre l'autorité Qing. En 1758, le général Zhaohui vainc les Dzoungars en deux batailles : la bataille d'Oroi-Jalatu et la bataille de Khurungui.
Dans la première bataille, Zhaohui attaqua le camp d'Amursana la nuit. Ce dernier réussit à repousser les assauts des Qing jusqu'à ce que Zhaohui reçoive assez de renforts pour le repousser. Entre les batailles d'Oroi-Jalatu et de Khurungui, les Chinois du Prince Cabdan-jab battent Amursana à la bataille de Khorgos.

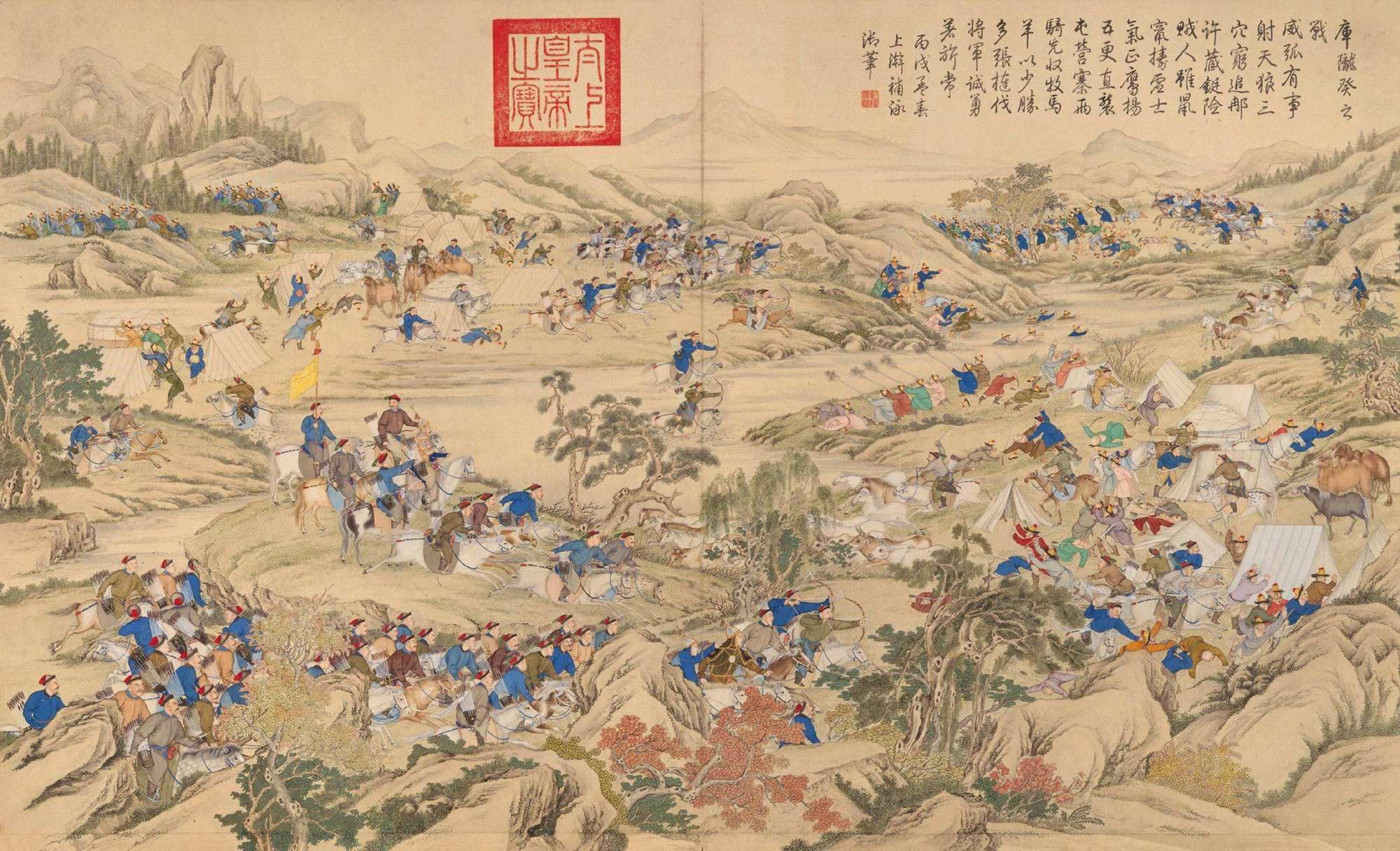
Bataille de Khurungui

Au mont Khurungui, Zhaohui inflige une nouvelle défaite à Amursana lors d'une attaque nocturne qu'il lance contre son camp après avoir traversé une rivière. Pour commémorer les deux victoires de Zhaohui, Qianlong fait construire le temple de Puning à Chengde, qui abrite la plus grande sculpture en bois au monde du bodhisattva Avalokiteśvara, ce qui lui vaut le surnom de Grand Temple du Bouddha. Peu de temps après, Huojisi (zh) (chinois : 霍集斯) de Tourfan fait sa soumission à l'Empire Qing. Après toutes ces batailles, Amursana s’enfuit en Russie, où il meurt, tandis que Chingünjav s’enfuit vers le nord pour rejoindre Darkhad. Sa tentative de fuite échoue car il est capturé à Wang Tolgoi et envoyé à Pékin, où il est exécuté.